# Lista över offentlig konst i Oskarshamns kommun
Lista över offentlig konst i Oskarshamns kommun är en ofullständig förteckning över främst utomhusplacerad offentlig konst i Oskarshamns kommun.
| Titel             | Konstnär(er)        | Årtal | Beskrivning | Typ - material         | Plats Koordinater                    | Bild              |
| ----------------- | ------------------- | ----- | ----------- | ---------------------- | ------------------------------------ | ----------------- |
| Flerfamiljsholken | Okänd               |       |             | Skulptur - Trä         | Parken Oskarshamn 57.26175, 16.45625 | Flerfamiljsholken |
| Lekande barn      | Arvid Källström     | 1934  |             | Skulptur - Sten, Brons | Parken Oskarshamn 57.26303, 16.45257 | Lekande barn      |
| Måsen             | Jarl-Gunnar Lindahl | 1968  |             | Skulptur - Brons       | Parken Oskarshamn 57.26244, 16.45649 | Måsen             |
| Nätdragerskan     | Arvid Källström     |       |             | Skulptur - Sten        | Parken Oskarshamn 57.26221, 16.45507 | Nätdragerskan     |
| Råbock            | Arvid Källström     |       |             | Skulptur - Brons       | Parken Oskarshamn 57.26351, 16.45222 | Råbock            |